# Ivan Mihailovič Afonin
Ivan Mihailovič Afonin (rusko Иван Михайлович Афонин), sovjetski general, * 20. april 1904, † 16. januar 1979, Moskva.

## Življenjepis
Leta 1926 je vstopil v Rdečo armado; končal je Leningrajsko konjeniško šolo in Vojaško akademijo Frunze.
Dodeljen je bil 9. konjeniški diviziji in leta 1928 je postal član KP SZ. Sodeloval je v bojih z Japonci pri Halhinu.
Med drugo svetovno vojno je sprva poveljeval 469. strelskemu polku, na koncu pa je poveljeval korpusu, ki je zavzel Budimpešto.
Po vojni je končal Vojaško akademijo Vorošilov, na kateri je potem tudi predaval. Bil je tudi prvi namestnik poveljnika Sibirskega vojaškega okrožja, delegat 19. kongresa KP SZ,...